# Phebalium bullatum
Phebalium bullatum es una especie de arbusto perteneciente a la familia de las rutáceas. Es un endemismo de  Australia.

## Descripción
La especie se encuentra en los suelos arenosos de matorrales en Australia del Sur y el oeste de Victoria. Alcanza un tamaño de 0.5 a 2 metros de altura y produce racimos de flores amarillas de agosto a diciembre en Australia (fines de invierno a principios de verano).

## Taxonomía
Phebalium bullatum fue descrita por John McConnell Black y publicado en Transactions and Proceedings of the Royal Society of South Australia 40: 460, en el año 1916.
Sinonimia
- Phebalium glandulosum var. bullatum (J.M.Black) Court[2]>